# 苏格兰社会党
苏格兰社会党（苏格兰盖尔语：Pàrtaidh Sòisealach na h-Alba；低地苏格兰语：Scots Socialist Pairtie）是苏格兰的一个政党。该党成立于1998年。它的意识形态是民主社会主义、共和主义。它支持苏格兰独立。它的政治立场是左翼至极左翼。它的主席是Natalie Reid和Calum Martin，书记是Bill Bonnar，发言人是Colin Fox和Sandra Webster，工作场所组织人是Richie Venton。它的总部位于格拉斯哥。它出版报纸《苏格兰社会主义之声》。它曾派代表出席欧洲反资本主义左翼的会议。2015年－2016年，该党一度参加选举联盟RISE－苏格兰左翼联盟。该党现有党员3500人，拥有1个苏格兰地方政府席位。